# Наджафов, Рзагулу Алекпер оглы
Рзагулу Алекпер оглы Наджафов (азерб. Rzaqulu Məşədi Ələkbər oğlu Nəcəfоv; 1884, Нахичевань, Нахичеванский уезд, Эриванская губерния, Российская империя — 29 октября 1937, Баку, Азербайджанская ССР) — азербайджанский советский журналист, публицист, редактор, переводчик, общественный деятель. Видный представитель азербайджанской интеллигенции.

## Биография

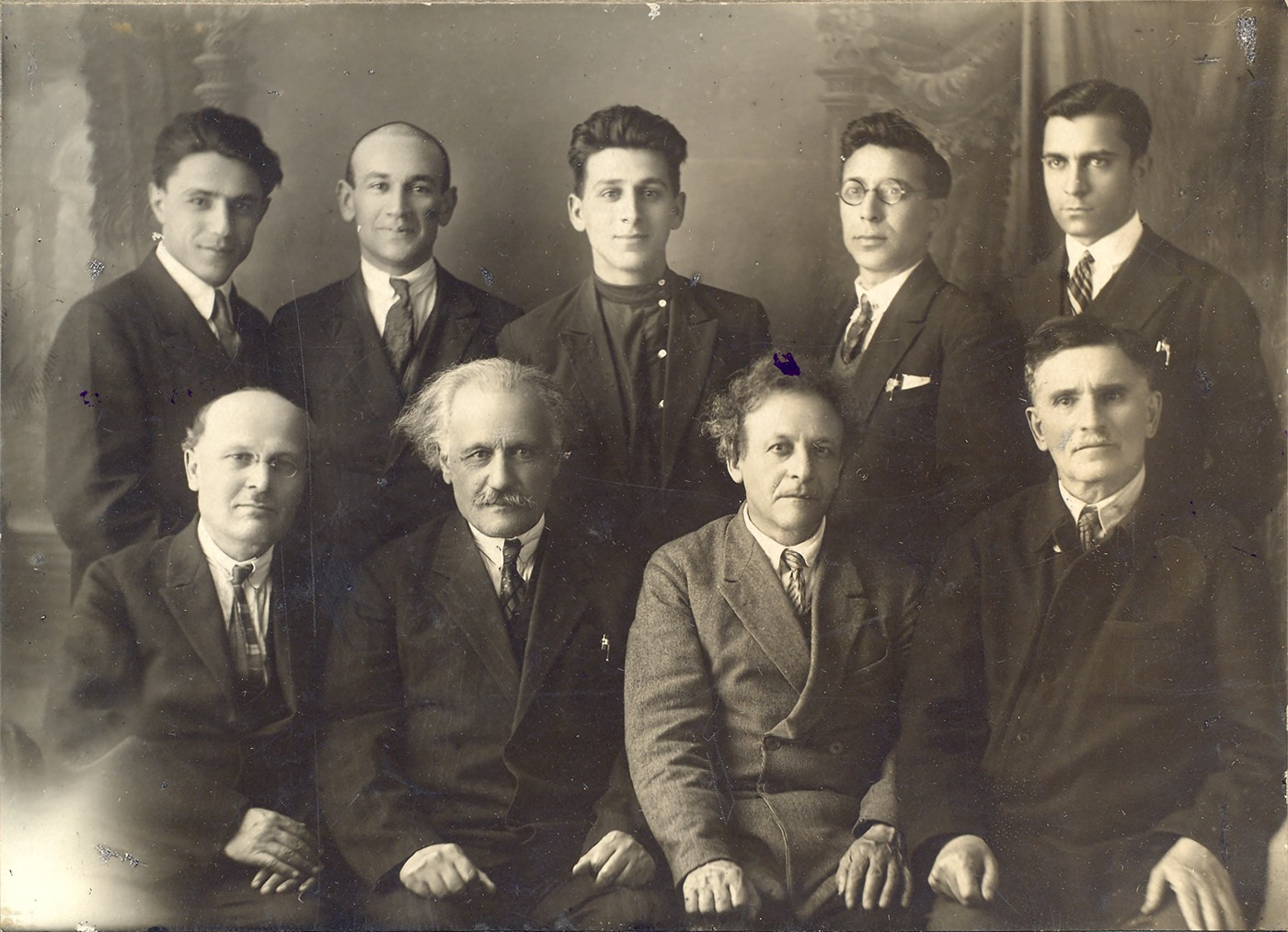
Деятели культуры Азербайджана. Стоят (слева направо): Асаф Зейналлы, Сулейман Рустам, Расул Рза, Джафар Джаббарлы, Афрасияб Бадалбейли. Сидят (слева): Антон Маилян, Абдуррагим-бек Ахвердов, Гибо Корнелли, Рзагулу Наджафов. Баку, 1930 год

Родился в просвещённой семье, получил прекрасное образование, свободно говорил на арабском, персидском, русском и грузинском языках.
Занимался журналистской деятельностью, работал корреспондентом журнала «Молла Насреддин». В 1912 году переехал в Тифлис, где работал вторым редактором журнала «Молла Насреддин». До революции выдвинулся в литературной среде Нахичевани, Тифлиса и Баку, принимал активное участие в общественно-политической жизни.
В 1918—1920 годах Р. Наджафов занимал пост консула Азербайджана в Тифлисе. После установления Советской власти стал членом Закавказского ЦИК.
После 1920 года работал главным редактором газеты «Ени кенд», был директором Закавказской палаты мер и весов, переводчиком АзТНИ.
Позже был главным редактором журнала «Дан улдузу». В 1930 году Р. Наджафов переехал в Баку и устроился на работу в издательстве.
Подвергался преследованиям властей. Арестовывался. В 1931 году проходил по делу Азербайджанского национального центра. Был обвинён в деятельности в качестве связника между АНЦ и консульством Турции. Приговорён к 8 годам концентрационных лагерей. Закавказское ГПУ 8 февраля 1932 г. смягчила приговор до 3 лет лагерей.
В 1937 году повторно осуждён по политическим мотивам и приговорён к расстрелу.